# Jean de Wallenrode
Jean de Wallenrode né Johannes von Wallenrode, né vers 1370 à Wasserknoden et mort le 28 mai 1419 à Alken près de Liège, est chevalier de l'ordre Teutonique et à la fin de sa carrière archevêque de Riga sous le nom de « Jean V » (1393–1418) et prince-évêque de Liège sous le nom de « Jean VI » (1418–1419).

## Biographie
Les Wallenrode est une vieille famille de nobles franconiens avec beaucoup d'influence dans l'ordre Teutonique.
Jean étudia à Vienne (1391) et Bologne (1392). Avant de devenir prince-évêque de Liège il eut une carrière diplomatique : conseiller du roi Robert Ier du Saint-Empire et conseiller financier de la famille Wittelsbach.
Il a été nommé archevêque de Riga en Livonie en 1393.
En 1410, le pape Grégoire XII le nomma légat général d'Allemagne. Il joua un rôle important dans la cour du roi Sigismond Ier du Saint-Empire dans les négociations pour mettre fin au grand schisme d'Occident.
Devenu pape unique, Martin V octroya à Jean de Wallenrode le titre de prince-évêque de Liège le 4 mai 1418 en reconnaissance de ses actions diplomatiques.

Mort le 28 mai 1419 à Alken, probablement empoisonné, il fut inhumé dans le chœur de la cathédrale Saint-Lambert. Ce fut un homme pacifique, charitable et instruit.